# Гантман Веніамін Романович
Веніамін Романович Гантман (1891, місто Речиця Мінської губернії, тепер Гомельської області, Республіка Білорусь — розстріляний 18 вересня 1937, місто Дніпропетровськ, тепер Дніпро) — білоруський радянський діяч, член Секретаріату ЦК КП(б) Білорусії, відповідальний секретар Гомельського окружного комітету КП(б) Білорусії, 1-й секретар Мордовського обласного комітету ВКП(б). Кандидат у члени Бюро ЦК КП(б) Білорусії з 10 січня 1927 до 11 вересня 1928 року. Член Бюро ЦК КП(б) Білорусі з 11 вересня 1928 до 5 липня 1932 року. 

## Життєпис
Народився в родині кустаря-шапочника. З серпня 1903 до січня 1905 року був учнем міського училища в Речиці.
З січня 1905 до лютого 1907 року працював репетитором у Речиці.
Член партії сіоністів-соціалістів з 1905 до 1907 року. Член партії анархістів-комуністів з 1907 до 1912 року.
У лютому 1907 року заарештований, до січня 1908 року перебував у в'язниці.
З січня 1908 до лютого 1909 року працював репетитором у Речиці.
У лютому 1909 — вересні 1911 року — учень реального училища в Речиці.
У вересні 1911 — серпні 1912 року — слухач політехнічних курсів у Києві.
У серпні 1912 — серпні 1914 року — рядовий 172-го піхотного полку російської імператорської армії. З початку Першої світової війни в серпні 1914 року потрапив до німецького полону і до липня 1918 року перебував у таборі військовополонених у місті Фрідріхсфельде в Німеччині.
У липні 1918 — серпні 1919 року — заступник завідувача Речицького повітового відділу соціального забезпечення.
Член РКП(б) з грудня 1918 року.
У серпні 1919 — травні 1920 року — голова Речицького повітового комітету РКП(б) Гомельської губернії.
У травні 1920 року заарештований польською владою і до вересня 1921 року перебував у таборі в Стражапково в Польщі.
У вересні 1921 — грудні 1922 року — відповідальний секретар Биховського повітового комітету РКП(б) на Могильовщині.
У грудні 1922 — жовтні 1923 року — завідувач Гомельського губернського відділу народної освіти.
У жовтні 1923 — червні 1924 року — секретар Гомельського міського комітету КП(б) Білорусії.
У липні 1924 — липні 1926 року — завідувач агітаційно-пропагандистського відділу Гомельського губернського комітету РКП(б); завідувач організаційного відділу Гомельського губернського комітету ВКП(б).
У липні 1926 — травні 1928 року — відповідальний секретар Гомельського окружного комітету КП(б) Білорусії.
У червні 1928 — 1930 року — завідувач організаційно-розподільчого відділу ЦК КП(б) Білорусії.
11 вересня 1928 — 23 січня 1932 року — член Секретаріату ЦК КП(б) Білорусії.
У 1930 — 5 липня 1932 року — завідувач організаційно-інструкторського відділу ЦК КП(б) Білорусії.
29 січня — 28 березня 1932 року — кандидат у члени Секретаріату ЦК КП(б) Білорусії.
У липні 1932 — 28 грудня 1934 року — 1-й секретар Мордовського обласного комітету ВКП(б).
У січні — вересні 1935 року — завідувач відділу культури і пропаганди ленінізму Дніпропетровського обласного комітету КП(б) України.
У вересні 1935 — жовтні 1936 року — завідувач відділу партійної пропаганди, агітації та друку Дніпропетровського обласного комітету КП(б) України. Знятий з посади, «як такий, що не справився з роботою».
До серпня 1937 року — керівник групи партійного та радянського контролю Дніпропетровського обласного комітету КП(б) України.
1 серпня 1937 року заарештований органами УНКВС Дніпропетровської області. 17 вересня 1937 року виїзною сесією Військової колегії Верховного Суду СРСР у Дніпропетровську засуджений до страти, розстріляний наступного дня.
Посмертно реабілітований 22 вересня 1956 року.